# Renato Calzolai
Renato Calzolai (Carrara, 12 febbraio 1914 – ...) è stato un calciatore e allenatore di calcio italiano, di ruolo attaccante.

## Carriera
Dopo aver militato nella Carrarese in gioventù, ha giocato tre campionati nello Spezia, dal 1935 al 1938 (il primo in Serie C e gli altri due in Serie B). Nel 1938-1939 ha giocato in Serie B nel Fanfulla di Lodi; seguono due campionati in Serie A con il Novara, con cui ha disputato anche il torneo di B 1941-1942. Ha fatto il suo esordio in Serie A il 17 settembre 1939 in Triestina-Novara (2-0). Nel 1942-1943 è passato al Brescia, in B, dove ha giocato 24 partite realizzando 9 reti, purtroppo arriva la guerra che lo ferma in piena forma, chiude la carriera con due campionati in Serie C nella Carrarese che lo aveva lanciato.
Da allenatore, seguì il Pontedera; fu esonerato e sostituito, nel dicembre 1959, da Quinto Bertoloni.

## Palmarès

### Giocatore

#### Competizioni nazionali
- Serie C: 1

Spezia: 1935-1936